# Theridion gabardi
Theridion gabardi là một loài nhện trong họ Theridiidae.
Loài này thuộc chi Theridion. Theridion gabardi được Eugène Simon miêu tả năm 1895.